# Manzanar

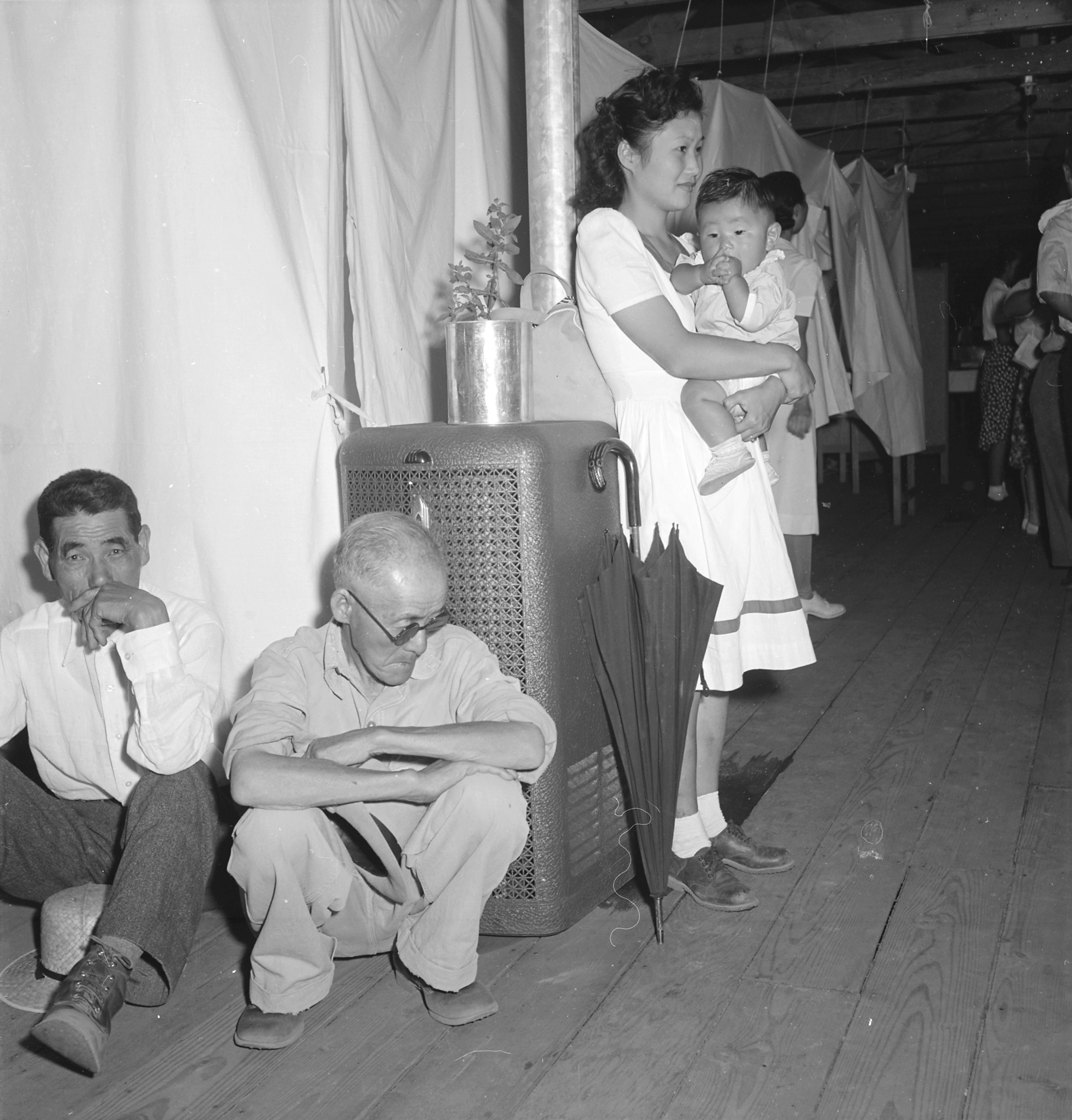
Ritaglio di vita all'interno del campo

Manzanar è una località nota per essere stata la sede di un campo di concentramento americano per cittadini giapponesi-americani durante la Seconda guerra mondiale, in base all'Ordine Esecutivo 9066 siglato dal presidente Roosevelt nel febbraio 1942.
La popolazione massima raggiunse i 10.046 prigionieri nel settembre 1942.
Situato ai piedi della Sierra Nevada, nella Valle di Owens della California tra le città di Lone Pine a sud e Independence a nord, si trova a 370 km a nord-est di Los Angeles.
Manzanar, che significa campo di mele in spagnolo, è stata designata quale sito storico di interesse nazionale dal National Park Service, dato l'eccezionale livello di conservazione delle strutture del campo.

## Descrizione
Molto prima dell'apertura del campo, con l'arrivo del primo prigioniero, nel marzo 1942, Manzanar ospita gruppi di nativi americani, che per lo più vivono in villaggi vicino alle numerose calette della zona. Gruppi di allevatori e di minatori istituiscono formalmente l'omonima città nel 1910, ma la abbandonano nel 1929 dopo che la città di Los Angeles acquista i diritti sull'acqua di quasi tutta la zona, per sopperire al proprio approvvigionamento idrico.

## Cinema e letteratura
Il film per la tv Farewell to Manzanar, diretto da John Korty, e trasmesso l'11 marzo 1976, dalla rete televisiva NBC è basato sull'omonimo romanzo del 1973 scritto dall'autrice Jeanne Wakatsuki Houston, che fu incarcerata nel campo da piccola insieme alla sua famiglia. Libro e film narrano la storia della famiglia Wakatsuki e delle loro esperienze durante l'internamento.
Il film del 1990 Benvenuti in paradiso tratta della rilocalizzazione e imprigionamento a Manzanar di una famiglia giapponese di Los Angeles, i protagonisti sono Dennis Quaid e Tamlyn Tomita, sceneggiatura e regia di Alan Parker.
Nella serie TV "L'uomo nell'alto castello" durante l'episodio 4 della stagione 2, l'unica donna giapponese appartenente alla "resistenza" contro gli invasori nipponici, rivendica la sua diversità rispetto ai giapponesi in quanto nata in USA, nel Manzanar. Nell'episodio 9 della stagione 3, si fa riferimento al Manzanar nella scena in cui viene giustiziato Frank Frink dall'Ispettore Capo Kido il quale lo porta nel deserto e appare un cartello con riferimento al luogo.
Nella serie TV Star Trek: Enterprise (stagione 1, Ep. 20) durante la prigionia in un campo alieno, il capitano Jonathan Archer parla al comunicatore con il sub-comandante T'pol del campo di prigionia Manzanar che durante la Seconda Guerra Mondiale aveva ospitato decine di migliaia di nippo-americani sul suolo degli Stati Uniti.
Nel film Karate Kid - Per vincere domani, nella scena in cui il maestro Miyagi racconta, ubriaco, all'allievo Daniel La Russo la morte della moglie e del figlio, appare un riferimento al campo di Manzanar quando Daniel vede un ritaglio di giornale dal titolo "L'esercito trasferisce i giapponesi a Manzanar" dove morirono la moglie e il figlio del maestro "a causa di complicazioni al momento del parto".
Nel film Trappola di cristallo viene brevemente detto che il direttore della Nakatomi, Joseph Yoshinobu Takagi, è stato internato a Manzanar dal 1942 al 1943.
Nella serie TV Non ho mai..., il personaggio di Paxton Hall-Yoshida (statunitense di origini giapponesi da parte di padre) intento nel preparare un elaborato scolastico sulla propria famiglia scopre che suo nonno Theodor Yoshida è stato internato insieme alla sua famiglia a soli 5 anni nel campo di concentramento di Manzanar, e viene presentato un approfondimento riguardo alla storia del campo stesso e a quella dei suoi internati.
Nella serie TV del 2020 Il club delle babysitter, è presente un riferimento a Manzanar, in quanto una delle protagoniste (che è nippo-americana) ha la nonna che fu portata proprio lì in giovinezza.
Nel romanzo di David Guterson La neve cade sui cedri (Snow Falling on Cedars) e nell'omonimo film del 1999 diretto da Scott Hicks sono presenti molti riferimenti al campo di Manzanar.